# 人の健康に係る公害犯罪の処罰に関する法律
人の健康に係る公害犯罪の処罰に関する法律（ひとのけんこうにかかるこうがいはんざいのしょばつにかんするほうりつ、昭和45年法律第142号）は、事業活動に伴って人の健康に係る公害を生じさせる行為等を処罰することにより、人の健康に係る公害を防止をすることに関する日本の法律である。公害罪法ともいわれている。
公害対策基本法のように公害全般を対象に扱うのではなく、工場や事業所などによって人の健康に害が及ぼされるものを扱っている。
1970年のいわゆる「公害国会」で制定された法律のひとつである。1970年を境に以前の公害に関する法律整備は個々の公害事件ごとの事後対応であったものから、基本法を軸とした諸法による網羅的な対応に転換した。本法律は公害が犯罪行為であることを根拠づける法律である。主務官庁は環境省。

## 処罰
故意に公害物質を排出し、人の健康を害した場合は3年以下の拘禁刑または300万円以下の罰金（過失犯は2年以下の拘禁刑又は200万円以下の罰金）となり、死に至らしめた場合は7年以下の拘禁刑または500万円以下の罰金（過失犯は5年以下の拘禁刑又は300万円以下の罰金）に処せられる。
第5条は公害を発している施設の周辺で、そこに住む人などにその施設から廃されている物質の毒性による発症と同様の症状が見られた場合、その公害物質を発した施設が原因であると推定する規定がある。これは、特定の工場・事業場から人の健康を害するに十分な量の有害物質が排出されていることが明らかであっても、同一地域の他の工場・事業場が同種の有害物質を少しでも排出している場合には、その特定の工場・事業場からの有害物質の排出と現に生じている公衆の生命、身体の危険との結びつきが、きわめて厳密な意味においては確定できないこともありうるという公害の実態にかんがみ、厳格な要件のもとにこれを推定することとした規定である。
また、この規定は、あくまでも有害物質の排出と現に生じた公衆の生命、身体の危険との間の条件関係の存在に関する推定規定であって、当該排出された物質の有害性それ自体等、犯罪の成立に必要なその他の要件については、検察官において通常どおり立証しなければならない（すなわち、無罪推定の原則に対する例外を設けるものではない） 。